# Evighetsmaskin
Evighetsmaskin eller perpetuum mobile (latin "ständigt rörlig") är en tänkt maskin, som skulle gå i all evighet utan tillförsel av energi utifrån. Enligt termodynamikens första huvudsats (energiprincipen) är den en omöjlighet. Trots detta har hoppfulla uppfinnare i alla tider presenterat nya idéer på området. Det är i synnerhet genom upptäckten av sambandet mellan mekaniskt arbete och rörelsemängdsmoment och fullständigare, genom upptäckten av de grundläggande lagarna om energi, som vetenskapen kunnat utreda frågan om perpetuum mobile.

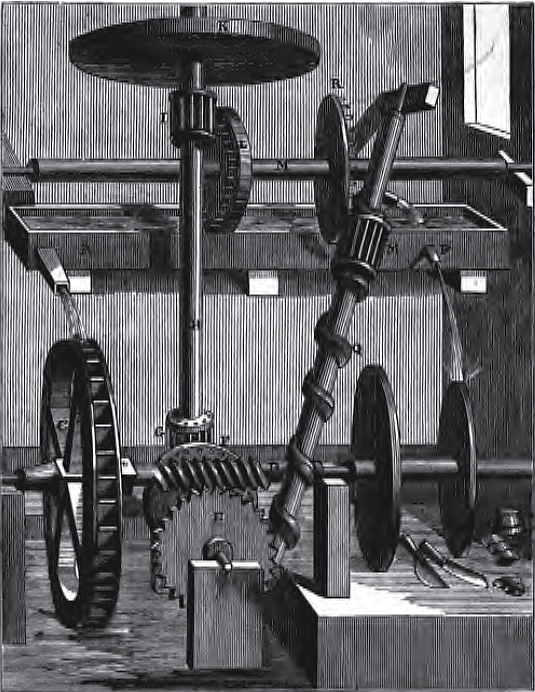
Evighetsmaskin (del av ett mer komplicerat maskineri) med vattenhjul och en Arkimedes skruv som pumpar upp vattnet (träsnitt från 1660).

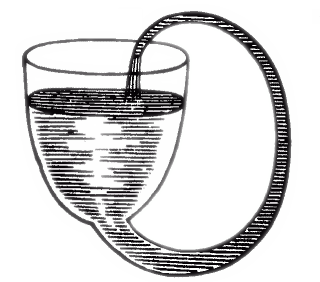
Enklare tillämpning av samma idé, Boyles självpåfyllande flaska (uppkallad efter Robert Boyle).

## Kategorier
Perpetua mobilia kan kategoriseras efter den termodynamiska huvudsats, som de bryter mot. Klassificeringen ger dock ingen hänvisning till maskinens avsedda funktionsprincip.

### Evighetsmaskin av första ordningen
En perpetuum mobile är antingen en kropp, som är i ständig rörelse eller (vanligare) en maskin som kan vara i ständig rörelse utan att någon yttre kraft tas i anspråk. Månen, jorden och de övriga planeterna, vattnet i havet, kvicksilvret i barometern och luften i atmosfären är (naturliga) exempel på den första typen av perpetuum mobile. Ett perpetuum mobile i den andra betydelsen är en orimlighet. 
Antag att man konstruerar ett vattenhjul som drivs genom vatten från en högre belägen reservoar, till vilken vatten lyftes upp med hjälp av en pump, som i sin tur skulle sättas i gång av hjulet. Om vattnet till en början är i reservoaren, är därigenom en viss mängd mekanisk energi magasinerad och kan användas för att driva hjulet. Men då minskar vattenmängden i reservoaren, för den mängd vatten som pumpen kan transportera upp dit blir alltid mindre än den, som används för att driva hjulet, eftersom mer eller mindre betydande effektförluster hos maskinerna alltid är för handen. Efter någon tid skulle allt vattnet i reservoaren vara förbrukat och vattenhjulet stanna.

### Evighetsmaskin av andra ordningen
En evighetsmaskin av andra ordningen bryter inte mot termodynamikens första huvudsats, men den bryter mot termodynamikens andra huvudsats som säger att entropin ständigt ökar. Om man som exempel tänker sig en båt som färdas över havet och drivs framåt genom att omvandla den värmeenergi som finns i havet till mekanisk energi, och alltså lämnar efter sig kallare vatten, så skulle detta vara ett exempel på en evighetsmaskin av andra ordningen. Energibalansen upprätthålls, summan av rörelseenergin och värmeenergin har inte ökat. Dock är detta en omöjlig konstruktion enligt termodynamikens andra huvudsats, eftersom det skulle innebära att entropin skulle minska, det vill säga att ordningen skulle öka.

### Evighetsmaskin av tredje ordningen
Beteckningen evighetsmaskin av detta tredje slag används inte konsekvent. Enligt fysiken bryter en evighetsmaskin av den tredje ordningen med termodynamikens tredje huvudsats, dvs den använder idén om en värmereservoar vid temperaturen 0 K (eller lägre).
Populärt sett presterar en evighetsmaskin av tredje slaget inte något arbete, men behåller sin ursprungliga rörelse eller energi utan att sakta av över tiden. På mikroskopisk skala, finns sådana processer som är i oavbruten rörelse, till exempel supraledare, där den elektriska resistansen är noll. I makroskopiska dimensioner är sådana maskiner i god approximation möjliga som gränsfall utan någon friktion. Exempel på sådana "nära-evighetsmaskin" av tredje slaget innefattar planeters rotation eller omloppsbana runt stjärnor liksom friktionsminimerade gyroskop, som används för navigering eller vetenskapliga ändamål. Också på grund av suprafluiditet låter sig sådana maskiner föreställas. En evighetsmaskin av det tredje slaget är dock inte möjlig i makroskopiska system, eftersom friktionen i sådana system aldrig helt försvinner.

## Exempel från modern tid som felaktigt klassats som evighetsmaskiner
Termodynamiken kan alltså tillskrivas förtjänsten, att kunna skapa frid åt alla de forskare som vigt sina liv till att uppfinna en evighetsmaskin, eftersom den verkar visa att det är omöjligt. Detta har likväl inte avskräckt folk i modern tid från att försöka. Ofta har dessa experiment resulterat i att det skapats maskiner med värmefaktor/energifaktor (COP) större än ett. Ett exempel på sådan maskin är en värmepump. Uppfinnare som skapat maskiner som levererar mer energi än de matas med har ofta felaktigt benämnt maskinerna som evighetsmaskiner fastän de tar energi från sin omgivning och därmed per definition inte är en evighetsmaskin.
Speciellt kan nämnas Howard Johnson som i Nikola Teslas anda år 1979 lyckades få patent US4151431  hos det amerikanska patentverket för en så kallad magnetmotor. Denna skulle utnyttja en kombination av magneter i en rotor, som skulle ge större kraft i ena rotationsriktningen än i den andra. På så vis skulle det uppstå rotation genom att skörda en hittills okänd energiform. Det finns alltså väldigt många maskiner som felaktigt benämns som evighetsmaskiner när de i själva verket bara påstår sig samla in och använda omvandla omgivningens energi. Förvirringen mellan begreppet evighetsmaskiner och maskiner med värmefaktor/energifaktor (COP) större än ett, är utbredd.

## Källhänvisningar
Den här artikeln är helt eller delvis baserad på material från Nordisk familjebok, Perpetuum mobile, 1904–1926.
1. ↑  Landsberg, J. Phys. A 10, 1773 (1977)
2. ↑  Howard Johnson; , USpatent4151431.
3. ↑  The Howard Johnson's permanent magnetic motor
4. ↑  newebmasters.com Free-energy index Arkiverad 20 december 2012 hämtat från the Wayback Machine.
5. ↑  L. David Roper, Linear Motor.